# 灌木公园
灌木公园（Bushy Park）是英国伦敦的第二大皇家园林，面积445公頃（1,100英畝），灌木公园位于伦敦西南的泰晤士河畔里士满区，紧邻漢普敦宮和漢普敦宮公园北侧。大部分向公众开放。
它的四周是特丁顿、汉普顿、汉普顿山和汉普顿威克，距离金斯顿桥北侧步行几分钟路程。 